# 에블린 구에레로
에블린 구에레로(Evelyn Guerrero, 1949년 2월 24일 ~ )는 미국의 배우, 텔레비전 배우, 영화배우이다.
이스트로스앤젤레스에서 태어났다.

## 영화
- 스타 트렉 - 넥스트 제너레이션 (1987년)
- 나이스 드림스 (1981년)
- 넥스트 무비 (1980년)
- 달라스 (1978년)
- 툴박스 머더 (1978년)
- 형사 Q (1976년)
- 도시의 밤 (1976년)